# Themeda strigosa
Themeda strigosa là một loài thực vật có hoa trong họ Hòa thảo. Loài này được (Ham. ex Hook.f.) A.Camus miêu tả khoa học đầu tiên năm 1920.